# Алеатико
Не путать с виноградом альянико
Алеатико (итал. Aleatico) — технический (винный) сорт винограда, используемый в Италии для производства красных вин. Потомок белого муската, сохранивший его ароматичность. За пределами Италии значим для виноделия Казахстана и Узбекистана. Сортовые вина получаются светлыми, невысокой плотности, с необычным мускатным ароматом.

## История
Сорт происходит из Тосканы, откуда он распространился по югу Италии. Название происходит от итальянского слова Luglio, что означает «июль».
До начала генетических исследований, исходя из созвучности одного из синонимов сорта, Liatico, с названием греческого винограда Liatiko, считалось, что сорт имеет греческое происхождение, и был завезён в Италию древними греками под именем Leaticos. Позднее генетические исследования швейцарского ампелографа Жозе Вуйямо опровергли связи с греческими сортами и отнесли этот сорт к группе мускатов.
Первое письменное упоминание сорта датируется между 1304 и 1309 годами, когда Пётр Кресценций упомянул его в своем трактате о сельском хозяйстве «Ruralia commoda». Существует легенда, что вино из сорта стало одним из любимых вин Наполеона во время его заключения на острове Эльба.
Благодаря Францу Гаске в 1830-х годах сорт завезли из Италии в Крым, где оценили его мускатный аромат и продолжают возделывать. Затем, во второй половине XIX века, сорт попал в Туркестан, где он также получил распространение. С 1939 года из него вырабатываются узбекские десертные вина.

## География и характеристики
Площади, занятые этим сортом, невелики и постепенно сокращаются. В Италии сорт культивируют в областях Тоскана (в частности, на острове Эльба), Лацио, Апулия, Марке. Во Франции сорт культивируют на острове Корсика, в коммуне Алерия, и в департаментах Верхняя и Южная Корсика, где из него делают вино Иль де боте (фр. Île-de-beauté). В Новом Свете сорт в незначительных количествах культивируют в США, в Австралии, в Чили. На территории бывшего СССР сорт культивируют в Крыму, в Казахстане и Узбекистане.
Кусты среднерослые.
Листья средние, яйцевидные, среднерассеченные, гладкие, голые, с отгибающимися краями.
Цветок обоеполый.
Грозди средние, цилиндрические, средней плотности или плотные.
Ягоды средние, округлые, тёмно-синие с фиолетовым оттенком, покрыты обильным восковым налетом. Кожица прочная, толстая. Мякоть сочная, с мускатным ароматом, сладкая.
Вызревание побегов хорошее.
Сорт средне-позднего периода созревания. Период от начала распускания почек до полного созревания ягод 140-160 дней при сумме активных температур 2800-3200°С.
Урожайность 60-100 ц/га.
Сорт относительно морозоустойчив. Слабо устойчив против милдью (ложной мучнистой росе), устойчив против оидиуму (мучнистой росе).

## Синонимы
Как и многие старые сорта, обладает огромным количеством синонимов. В базе VIVC приводится около ста названий, среди которых: Aleaticu, Halápi, Liatica, Moscatello Nero, Moscato Nero, Vernaccia di Pergola, Vernaccia Moscatella.